# Neferkare II
Neferkara II, alternativ stavning Neferkare II,  var en farao som endast nämns i Abydoslistan som den tredje kungen av 8:e dynastin. 
I Turinpapyrusen anges Neferkara som nästa kung efter Neterikare vilket troligen beror på att ett större tomrum i originalet som papyrusen kopierades från misstolkades av skrivaren. Ungefär 10 kungar uteslöts på så sätt från papyrusen. Det är dock omöjligt att säga om Abydoslistan eller Turinpapyrusen innehåller den riktiga tronföljden, eller ingendera.